# Amt Ballenberg
Das Amt Ballenberg war eine während der napoleonischen Zeit von 1807 bis 1813 bestehende Verwaltungseinheit im Norden des Großherzogtums Baden.

## Geschichte

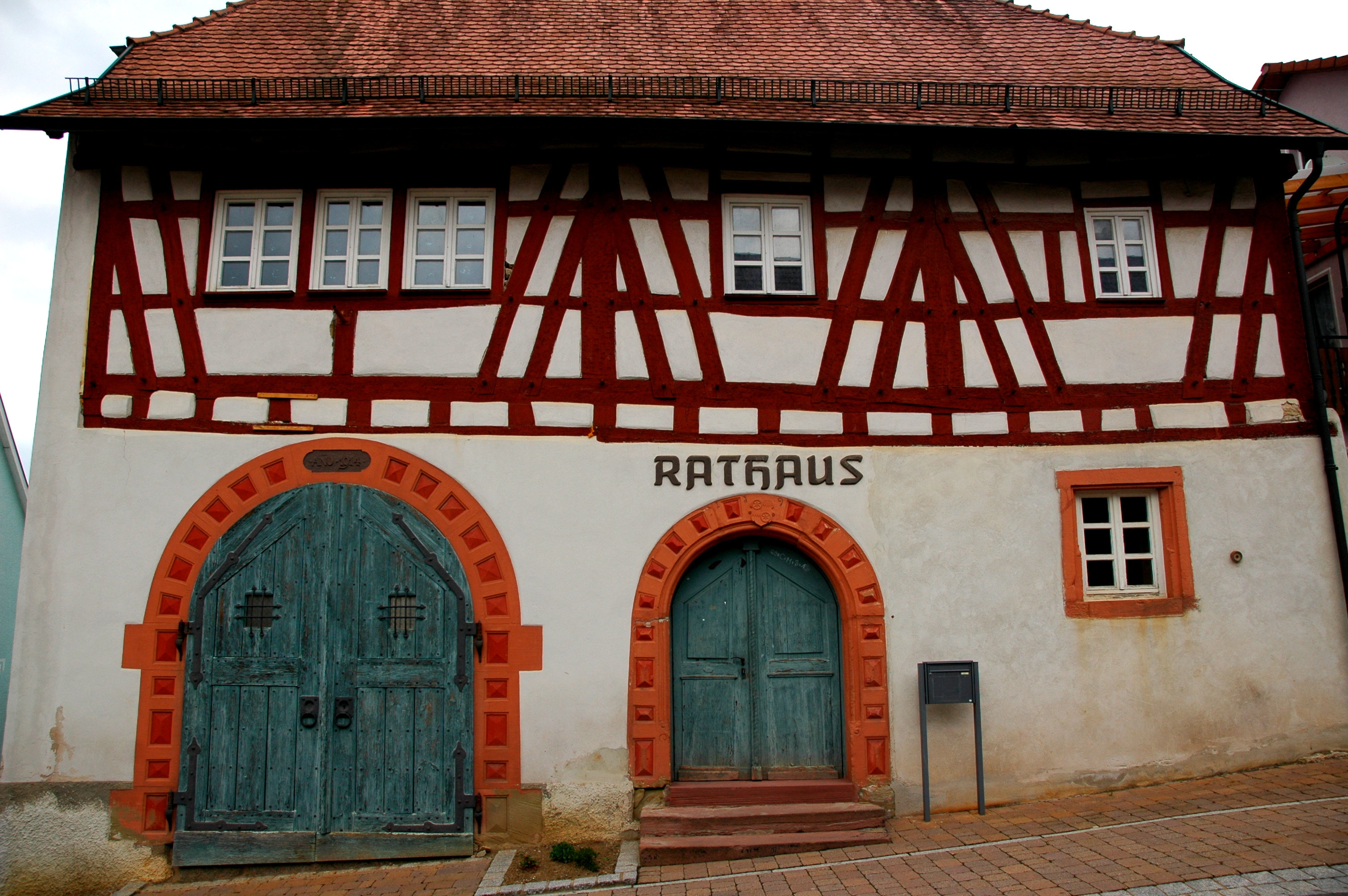
Altes Rathaus Ballenberg

Vor Inkrafttreten der Bestimmungen des Reichsdeputationshauptschlusses 1803 war das im Bauland gelegene Ballenberg Sitz einer kurmainzischen Amtsvogtei, die dem Oberamt Krautheim unterstellt war. Die Stadt gehörte anschließend zum Fürstentum Krautheim des Hauses Salm-Reifferscheidt-Bedburg, bis es in Umsetzung der Rheinbundakte 1806 mediatisiert und in diesem Bereich der badischen Landeshoheit unterstellt wurde. Im Sommer 1807 wurde das standesherrliche Amt Ballenberg errichtet, dem auch die Orte Erlenbach, Oberndorf, Ober- und Unterwittstadt, Winzenhofen und Schollhof angehörten.  Im Dezember 1807 wurde es der neu gegründeten Landvogtei Mosbach zugewiesen. Im Rahmen der Verwaltungsgliederung Badens zählte das Amt zunächst zur Provinz des Unterrheins oder der Badischen Pfalzgrafschaft, ab 1809 zum Main- und Tauberkreis.
Im Sommer 1813 wurde das mittlerweile als Justizamt titulierte Amt Ballenberg aufgelöst und, gemeinsam mit dem benachbart gelegenen Amt Krautheim, dem Bezirksamt Boxberg zugeteilt.

## Spätere Entwicklung
Nach mehreren Wechseln in der Verwaltungszugehörigkeit lagen die Ortschaften im 1939 gegründeten Landkreis Buchen. Bei dessen Auflösung 1973 kam die Mehrheit von ihnen zum Neckar-Odenwald-Kreis und sind mittlerweile Ortsteile der Stadt Ravenstein. Lediglich Oberndorf und Winzenhofen zählen als Stadtteile von Krautheim zum Hohenlohekreis.